# هنر مستعربی

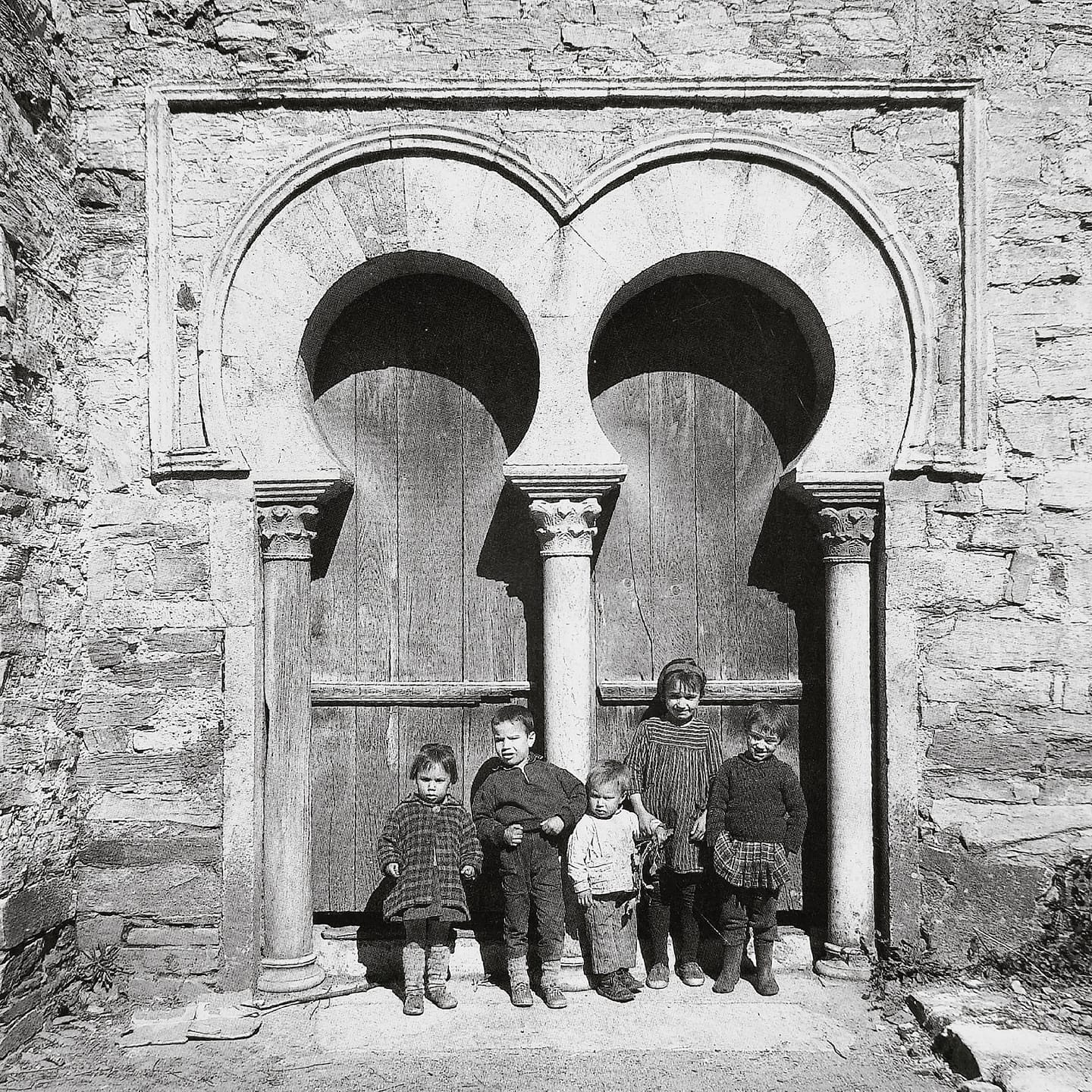
طاق‌های نعل اسبی در معبد سانتیاگو د پنالبا

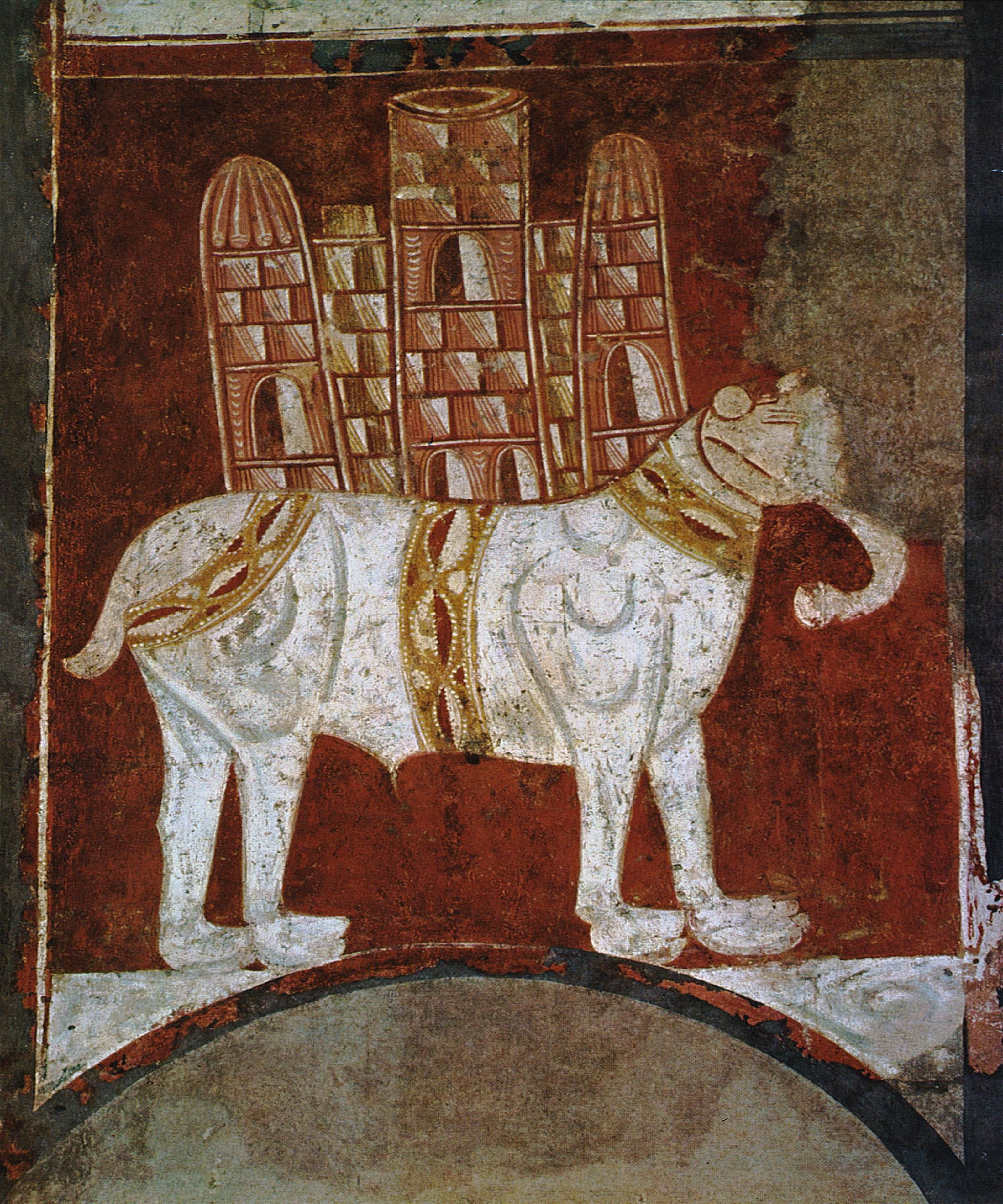
نقش فیل در نقاشی مستعربی

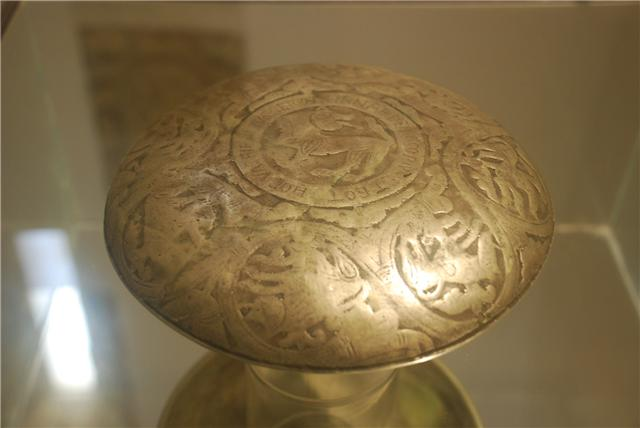
شیء مستعربی در صومعه والکاوادو (قرن دهم)

هنر مستعربی یک سبک هنری اوایل قرون وسطی است که بخشی از سبک پیشا رُمانسکی است و در اندلس و پادشاهی لئون ظهور کرد. این سبک توسط مسیحیان اسپانیایی‌تبار که تحت حاکمیت مسلمانان و همچنین در قلمروهای در حال گسترش تاج لئون زندگی می‌کردند، در دورهٔ حملات مسلمانان از سال ۷۱۱ تا پایان قرن یازدهم میلادی، توسعه یافت. در این دوره، مسیحیانبا تأثیر پذیرفتن از هنری که در خلافت و امارت اسلامی برقرار بود، و در بستر همزیستی قرون وسطایی - میان مسیحی، عبری و مسلمان - در رشته‌هایی مانند نقاشی، زرگری و معماری سبک‌های هنری خویش را پرورش دادند. هنر مستعربی که در خارج از اندلس توسعه یافته بود نیز بخشی از هنر عصر بازپس‌گیری محسوب می‌شود.

## توضیحات
هنر مستعربی یک بیان هنری متنوع و ترکیبی است که عمدتاً در اندلس و پادشاهی لئون در طول قرن دهم میلادی، و با آمیختگی و تأثیرپذیری از اندلس اسلامی، برجسته شد و تداوم آثار کلاسیک را چه در سنت ویزیگوتیک شمال و چه در خلافت تصفیه شده کوردوبا، با ریشه‌های بیزانسی نشان می‌دهد.
در فلات لئون، بین دوئِرو، اِسلا، سِئا و پیسوئرخا، سازه‌های ساده مانند کلیساهای یک صحنی با پلان مستطیل شکل، در مجموعه صومعه‌هایی مانند San Cebrián de Mazote , Santa María de Wamba , San Salvador de Es Palat de Rey پدید آمد.
نخبگان لئونی، مانند اسقف سان خنادیو د آستورخا یا نجیب‌زاده گالیسیایی روزندو د سلانووا، پیشگامان اصلی این هنر بودند؛ از شاهزادگان سلطنتی گرفته تا شخصیت‌های مدنی و کلیسایی که دور از محیط سلطنتی بودند. اگرچه آنها مسیحیان شمال بودند، اما تحت تأثیر ذائقه اندلسی قرار داشتند. یک مورد خاص پادشاه آلفونسو سوم بود که حتی پسرش را به دربار بنو قاسی در ساراگوسا فرستاد.
هنر مستعربی دو سنت را در هم می‌آمیزد، یک سنت مسیحی شمالی و یک سنت مسلمان جنوبی، که با وجود تفاوت‌هایشان، ریشه کلاسیک مدیترانه ای داشتند. برای مردم آن زمان هیچ تمایز مفهومی بین این دو وجود نداشت، زیرا آنها را بخشی از یک سنت مشترک می‌دانستند. این هنر به دلیل تنوع رسمی زیاد خود متمایز است و سبکی بدیع و نوین در زمینه پیشارمانسک اروپایی است. این ساختمان‌ها ترکیبی منحصر به فرد از سبک‌ها را به نمایش می‌گذاشتند و در آزمایش سازه‌های طاق‌دار، گنبدها، سرستون‌ها و نقش برجسته‌ها و همچنین در تکنیک نقاشی دیواری «سبک رومی» با تأثیر اندلس پرنقش بودند.

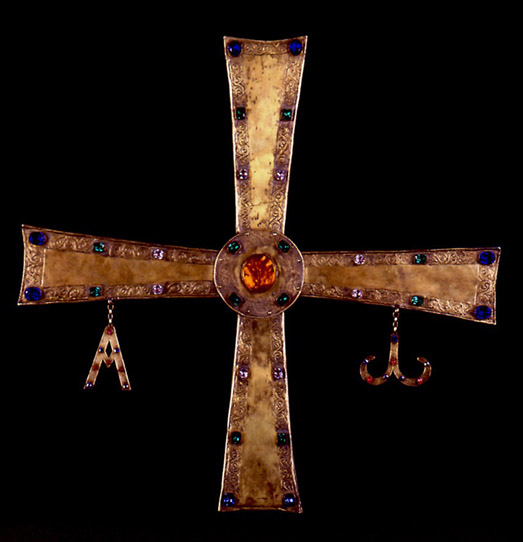
صلیب پنالبا، قطعه ای با زرگری مستعربی از قرن دهم میلادی

جوامع مستعربی در قلمرو مسلمانان برخی از معابد ویزیگوتی را که قبل از اشغال مسلمانان وجود داشت برای انجام مراسم مذهبی خود نگه داشتند و به ندرت معابد جدیدی می‌ساختند، زیرا اگرچه تساهل مذهبی خاصی وجود داشت، اما مجوز برای برپایی کلیساهای جدید بسیار محدود بود.
تغییر مرزهای مسیحیان و مسلمانان در حوضه دوئرو، ساخت معابد جدید را تشویق کرد، آثاری که تمام ظرفیت هنری موجود در آنها به پاسخ به نیازهای دوران بازپس‌گیری متمرکز شده بود. زمانی که شرایط زندگی در اندلس مسلمان کمتر قابل تحمل می‌شد و برعکس، پادشاهی‌های مسیحی در شمال شبه جزیره شروع به گسترش می‌کردند، برخی از استادکاران مستعربی مهاجرت به سرزمین‌هایی را که به آنها پیشنهاد شده بود، انتخاب کردند. غلبهٔ عناصر فرهنگ مسلمانان بر فرهنگ اسپانیایی-گوتیک در آنها بارز بود و این عناصر بدیع در همه زمینه‌ها به پادشاهی‌های مسیحی تازه‌وارد کمک کرد.
یک زیرگروه استثنایی از معابد وجود دارد که به عنوان بخشی از هنر پادشاهی لئون یا هنر تلفیقی دسته‌بندی شده است؛ این نوع معابد مستعربی کار مولدان یا مسلمانانی است که به مسیحیت گرویدند و از اندلس مهاجرت کرده بودند. نمونهٔ این موارد سانتیاگو د پینالبا و سن میگوئل د اسکالادا است، معابدی با تأثیرات سبک قرطبه‌ای که دو مورد از دستاوردهای هنری بزرگ در جامعه مرزی پادشاهی لئون در طول قرن دهم هستند.

## ادبیات مستعربی

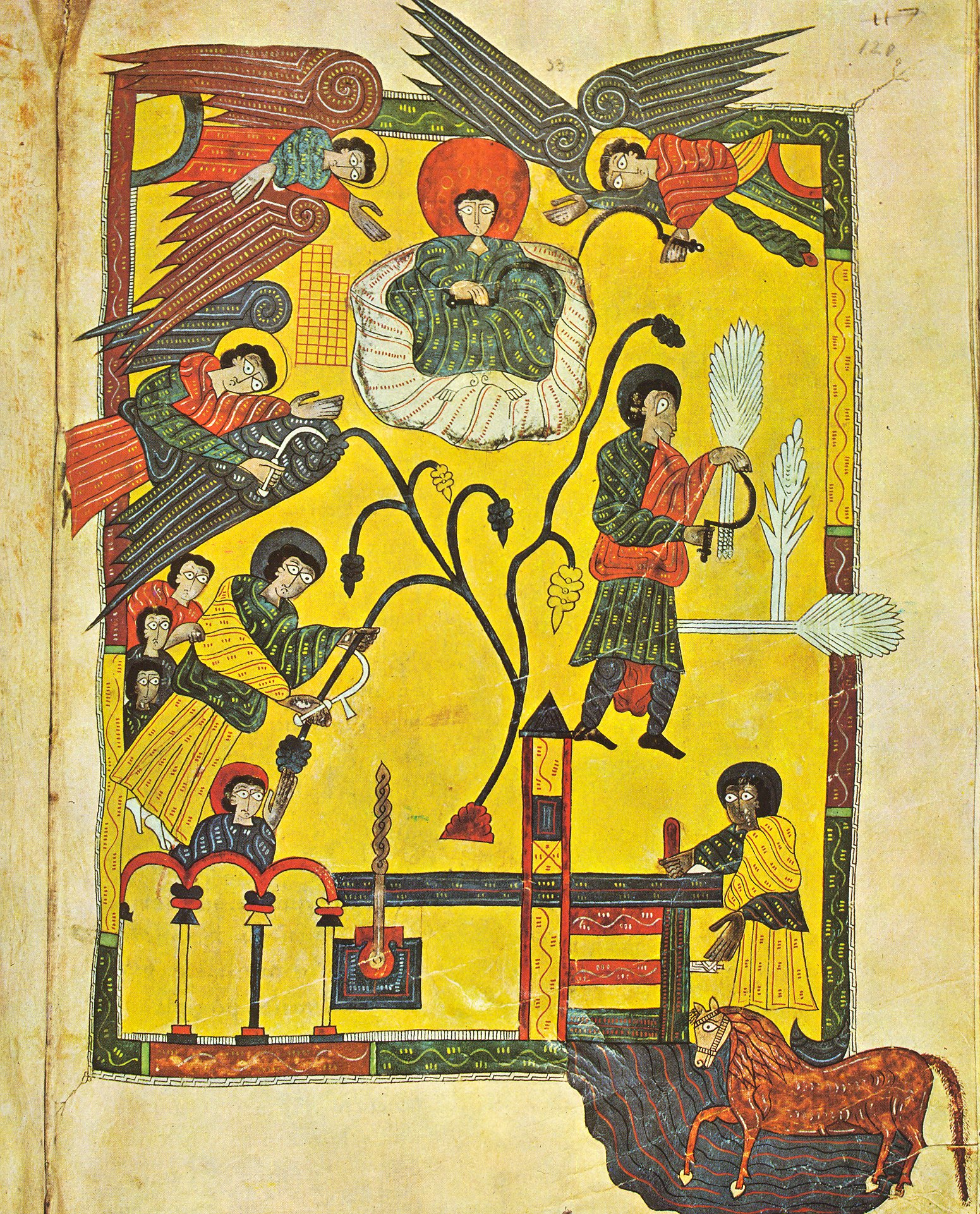
بئاتو ال اسکوریال

ادبیات مستعربی نمایانگر اصلی ادبیات دینی بود: متون مستعربی، برآوازها و کتب دعایی که در کتابت‌خانه‌های صومعه‌ها ایجاد می‌شد. نمونه‌هایی از کیفیت و اصالت مینیاتورها و نسخه‌های خطی تذهیب شده عبارتند از : تفسیرهای آخرالزمان بئاتوس لیبانا، بیتوس فردیناند اول و دونا سانچا یا بیتوس تابارا و…
تولدو و کوردوبا (قرطبه) مهم‌ترین مراکز مستعربی بودند. ابات اسپراندو اهل کوردوبا عذرخواهی از محمد را نوشت. و عذرخواهی علیه مردان خیانتکار اثر سامسون کوردوبایی (۸۶۴) برای مطالعه تاریخ فلسفه بسیار مهم است.
جالب توجه‌ترین آثار مستعربی جارچا است که ترکیبات غنایی مختصری به صورت تواشیح در خود دارد و بین قرن‌های یازده و دوازدهم میلادی ظهور کرد و به زبان مستعربی یا عربی اندلسی نوشته شده بود. این متون نمایانگر یکی از اولین گواهی‌های شعر به زبان‌های رومی‌تبار است که تأثیر سنت‌های غنایی رایج در عربی و همزیستی فرهنگی در اندلس را منعکس می‌کند.

## نقاشی مستعربی
نقاشی مستعربی به دلیل سهم خود در تصویرسازی نسخه‌های خطی مذهبی تذهیب شده برجسته است و بئاتو یکی از مهم‌ترین دستاوردهای این سبک است. از ویژگی‌های نقاشی مستعربی می‌توان به رنگ‌های روشن و چشم‌گیر، به‌ویژه زرد تند، چهره‌هایی با سبک گاه وحشیانه و کودکانه، عناصر خوشنویسی، حیوانات خارق‌العاده، حروف زینتی ساخته شده با پیکره‌های انسانی، نقوش معماری طاق‌های نعل اسبی و آمیختگی عجیب و غریب اشاره کرد. این سبک از تأثیر اولیه بیزانسی-مرووینگی به یک شخصیت اسلامی-کارولینگی تکامل یافته است که عناصر مکتب کارولینگی و عربی-اسلامی را در بر می‌گیرد.

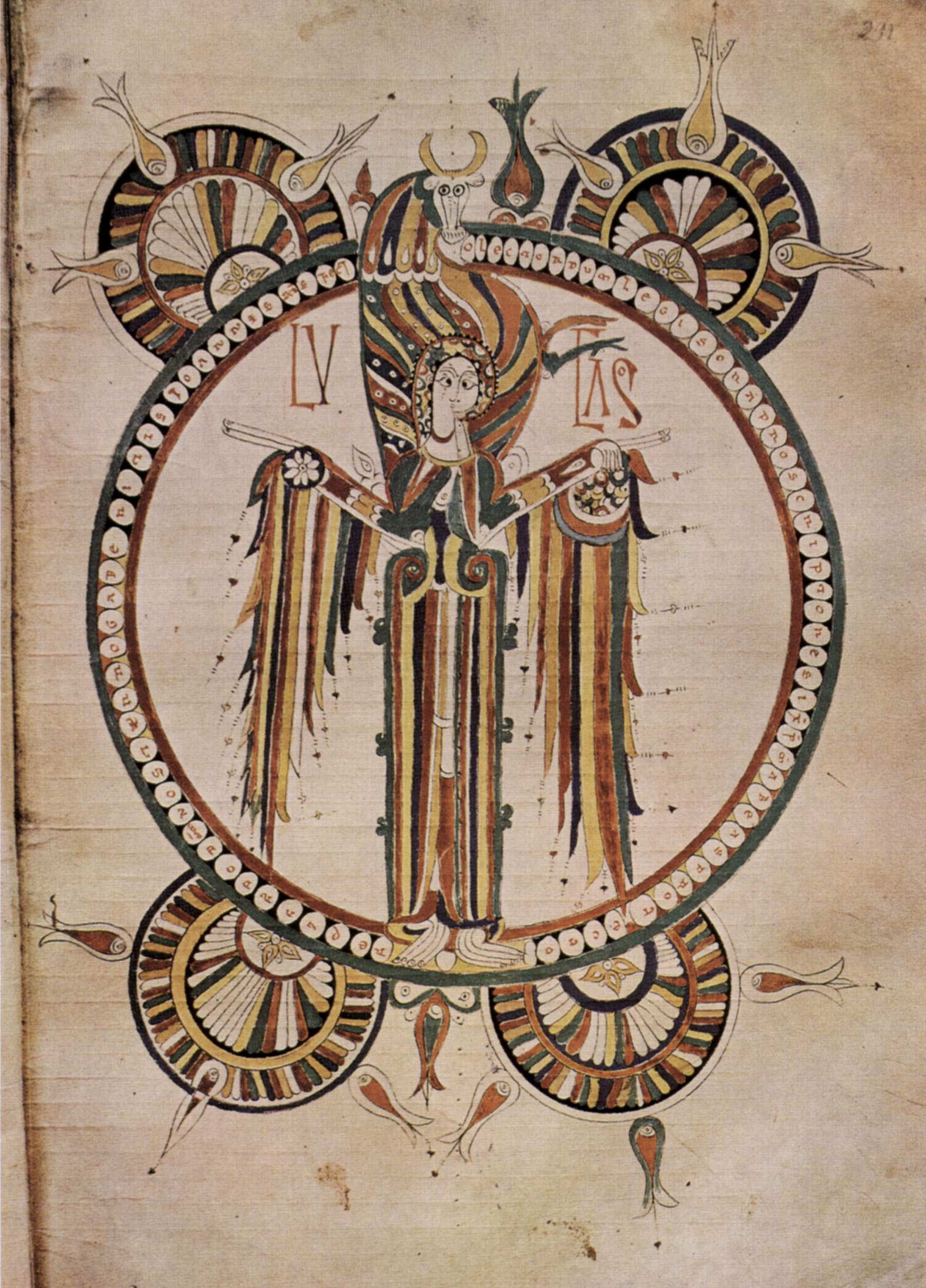
کتاب مقدس لئون ۹۲۰
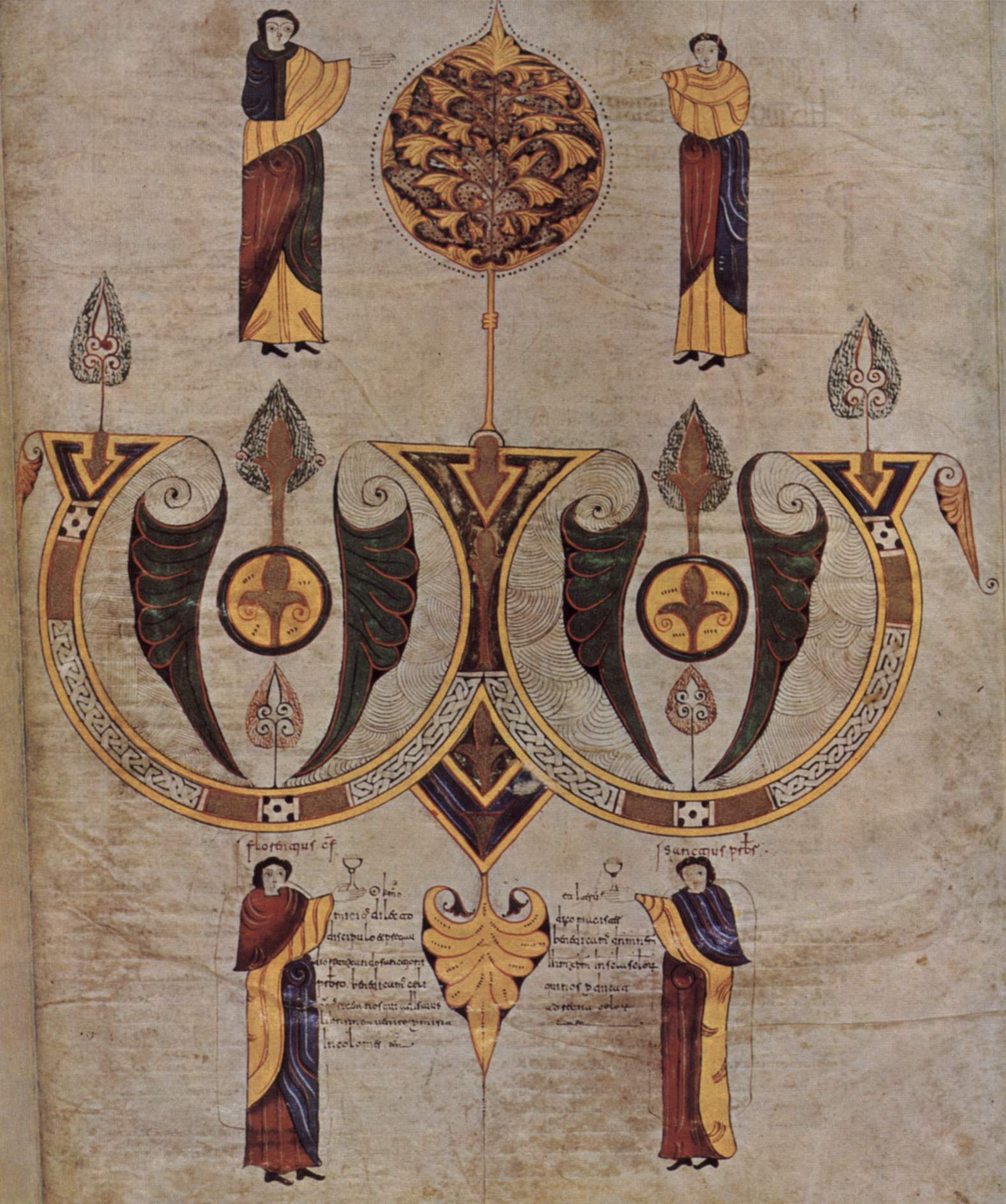
Codex biblicus legionensis
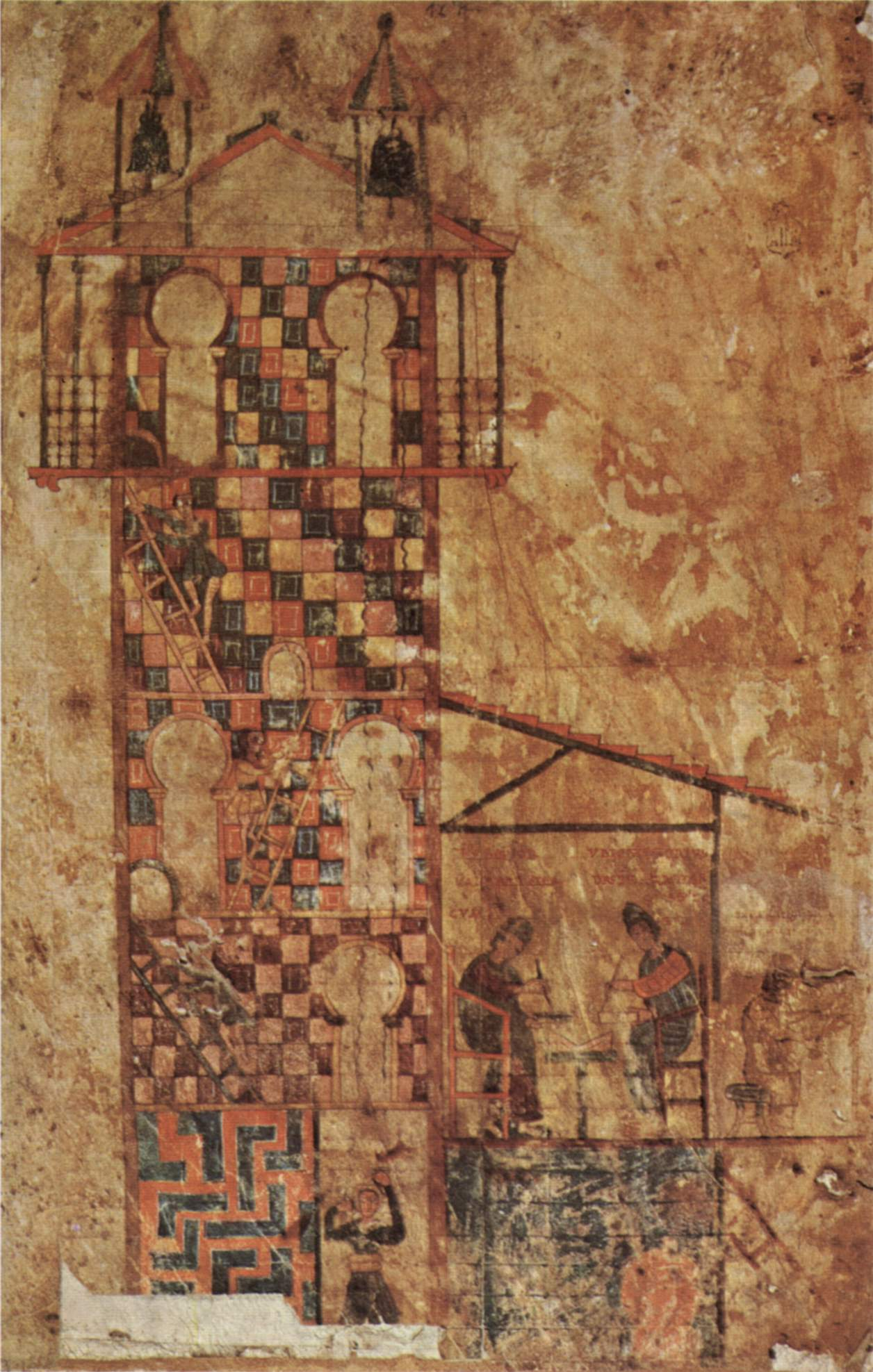
بئاتو دتابارا
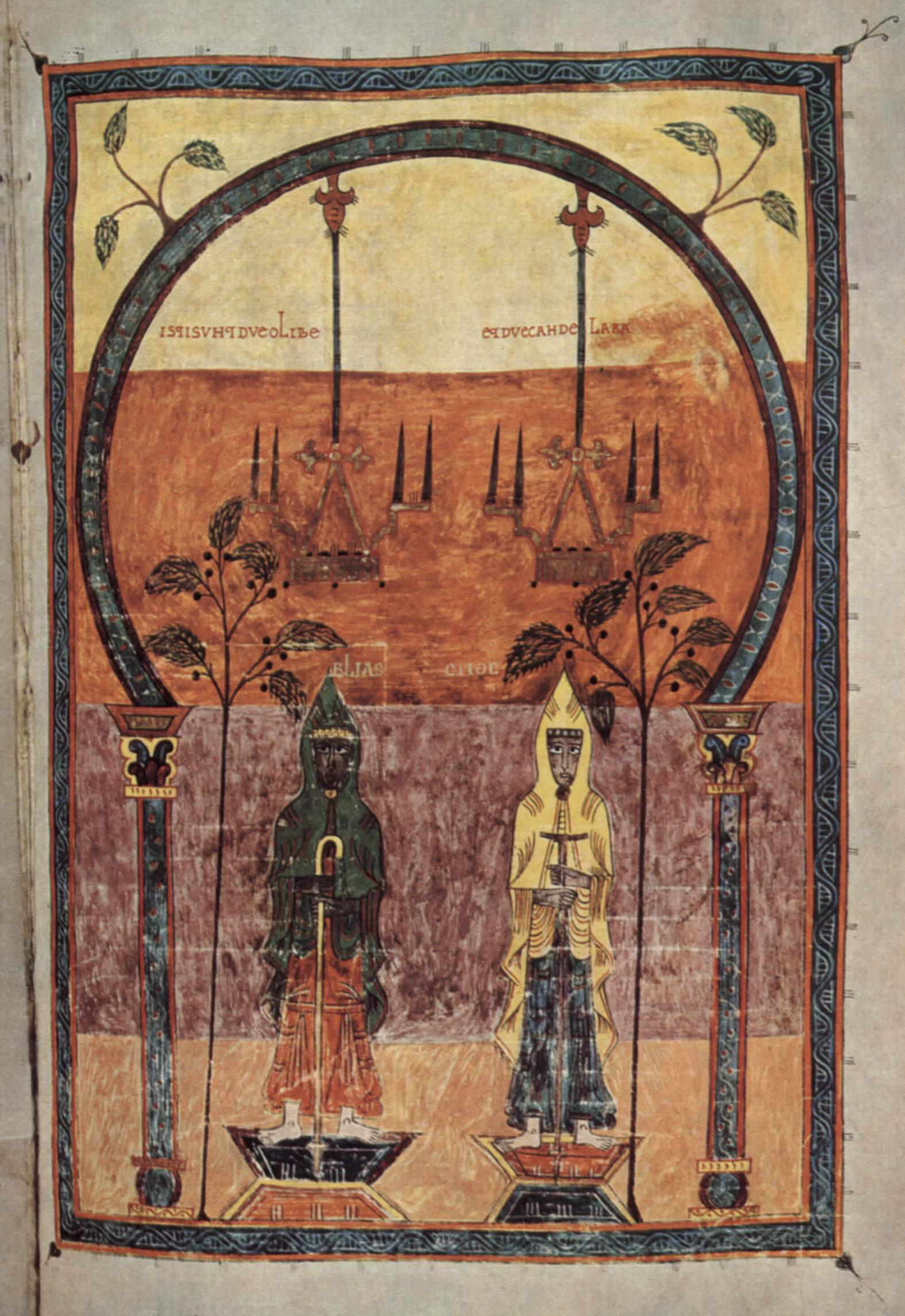
بئاتو دخیرونا
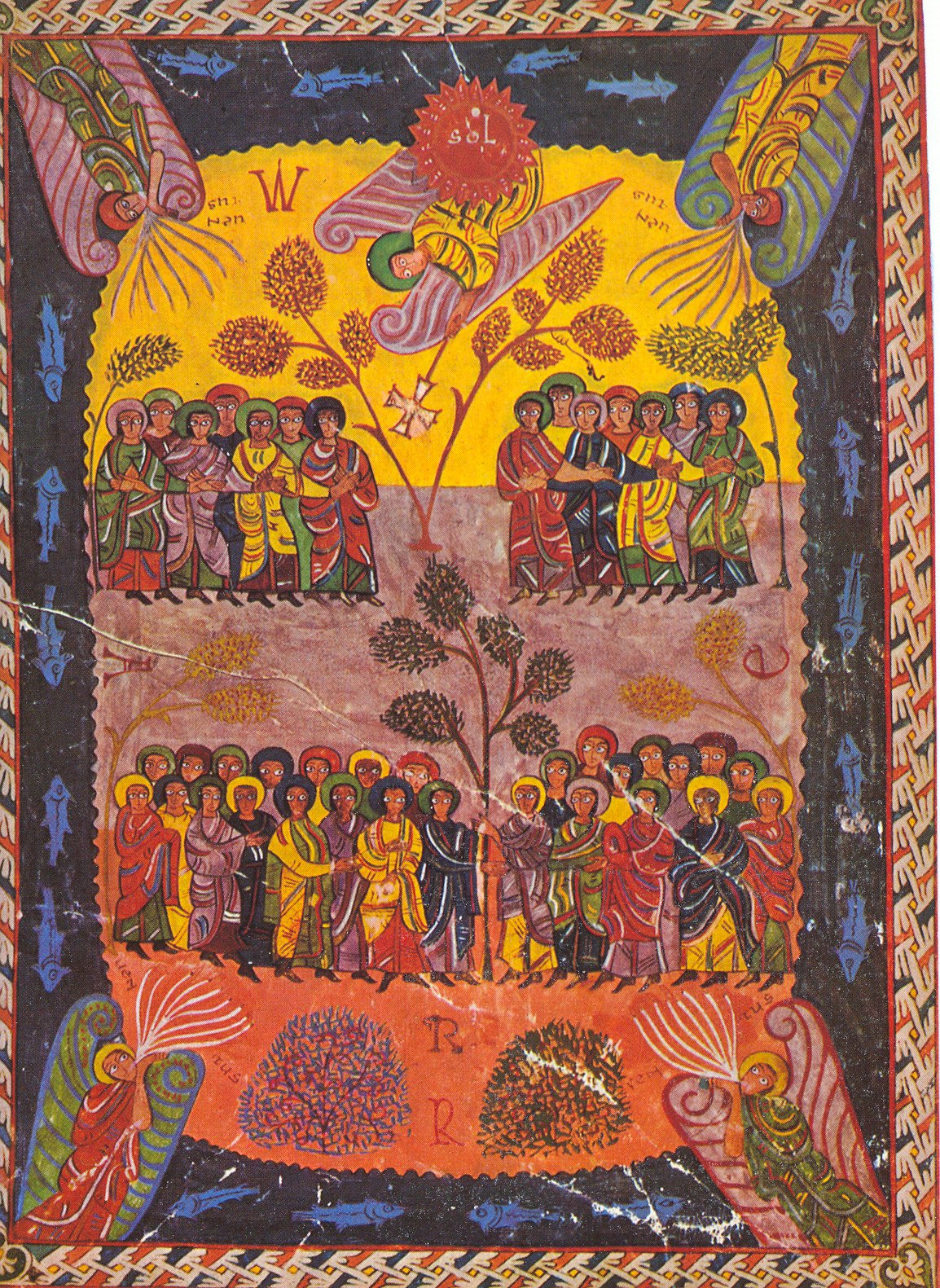
بئاتو مورگان